# Aldea María Luisa
Aldea María Luisa est une localité rurale argentine située dans le département de Paraná et dans la province d'Entre Ríos. Elle est devenue une commune à compter du 11 décembre 2019.

## Géographie et démographie
La localité est située sur la route nationale 12, qui est sa principale voie de communication la reliant au nord-ouest à la ville de Paraná et au sud-est à Crespo. La population de la ville, c'est-à-dire à l'exclusion de la zone rurale, était de 437 habitants en 1991 et de 637 en 2001. La population de la juridiction du conseil d'administration était de 980 habitants en 2001.

## Histoire
La localité a vu le jour en 1887 lorsque des colons d'Aldea Brasilera et de Spatzenkutter en ont acheté 1 000 à M. Fabian Auli. L'une des filles de Fabian Auli s'appelait Maria Luisa, d'où le nom de la ville. En 2012, l'approvisionnement en gaz naturel est en cours de construction.
Les limites de compétence du conseil d'administration ont été modifiées par le décret no 6139/1988 MGJOSP du 15 novembre 1988, puis par le décret 2822/1990 MGJOSP du 2 juillet 1990.

## Statut de municipalité
Dans le cadre du décret no 501/2018 du ministère du gouvernement de la province, le 23 juin 2018, la Direction générale des statistiques et du recensement d'Entre Ríos a réalisé l'enquête de population pour remplir la condition de transformation future en municipalité résultant en 1 878 habitants. Elle a ainsi dépassé le minimum de 1 500 habitants requis par la loi pour être déclarée municipalité.
Le 13 décembre 2018, la loi no 10658 a été adoptée, approuvant le recensement et les limites municipales de la future municipalité, et a été promulguée le 26 décembre 2018. La municipalité a été créée le 17 janvier 2019 par le décret no 12/2019 MGJ du gouverneur Gustavo Bordet, et est devenue effective le  11 décembre 2019, après que ses autorités aient été élues lors des élections du  9 juin 2019.

« Section 1 - La localité d'Aldea María Luisa, département de Paraná, est déclarée municipalité à compter du 11 décembre 2019, avec tous les droits et obligations des dispositions légales en vigueur - loi no 10 027 - ci-après dénommée municipalité d'Aldea María Luisa. »

## Religion
| Archidiocèse   | Paraná    |
| -------------- | --------- |
| Quasi-paroisse | Santa Ana |